# Hötensleben
Hötensleben är en kommun och ort i Landkreis Börde i förbundslandet Sachsen-Anhalt i Tyskland.
Kommunen ingår i förvaltningsgemenskapen Obere Aller tillsammans med kommunerna Eilsleben, Harbke, Sommersdorf, Ummendorf, Völpke och Wefensleben. Den tidigare kommunen Barneberg uppgick i Hötensleben den 1 januari 2010 följt av Wackersleben den 2 januari 2010.